# Mirko Popovič
Mirko Popovič, slovenski bibliotekar, * 2. avgust 1957, Kočevje, † 3. oktober 1992, Ljubljana, Slovenija.
Popovič je leta 1992 postal ravnatelj Narodne in univerzitetne knjižnica. Preminul je jeseni tega leta v prometni nesreči med vožnjo po Večni poti v Ljubljani.

## Šolanje
Od leta 1972 do 1976 je hodil v gimnazijo v Kočevju, šolanje je zaključil z najvišjo ooceno.
Na Fakulteti za sociologijo, politične vede in novinarstvo je štiri leta in pol študiral ssociologijo, raziskovalno – analitična smer. 
Magistrski študij je v končni fazi opravil oktobra 1985 do septembra 1986 na oddelku za informacijske vede na Univerzi v Sheffieldu v Združenem kraljestvu. Za magistrsko nalogo je dobil najvišjo možno oceno.
Na Univerzi v Sheffieldu je dokončal tudi doktorski študij, julija 1991.
Tako je postal prvi doktor informacijskih znanosti v Sloveniji.
V doktorski disertaciji je proučil sodobne, nekonvencionalne pristope v iskanju dokumentov v tekstovnih oziroma bibliografskih podatkovnih zbirkah.

## Delo
Večji del svojega poklicnega dela je Mirko Popovič opravil v NUK. Tu je od aprila 1983 do usodnega jutra 3. oktobra 1992 prehodil pot od sodelovca Bibliotekarskega raziskovalnega centra in vodja Enote za razvoj knjižničarstva do pomočnika ravnatelja in ravnatelja NUK.
Skupščina Republike Slovenije je Mirka Popoviča imenovala za ravnatelja NUK 23. septembra 1992. Mirko Popovič je bil ravnatelj 10 dni, preminul je v prometni nesreči 3. oktobra 1992.
Mirko Popovič je sodeloval tudi v visokošolskem študiju. Od 1988 je bil asistent za področje bibliotekarstva na Filozofski fakulteti in za področje družboslovne informatike na Fakulteti za družbene vede. 
Na Oddelku za bibliotekarstvo Filozofske fakultete je vodil predmet Bibliometrija, v študijskem letu 1991 / 1992 pa predmet Sodobna organiziranost bibliotekarstva in informatika. 
Bil je tudi izvoljen v naziv docenta.
Biografija Mirka Popoviča je kljub njegovi mladosti obsežna. 
Sestavljajo jo tri samostojne publikacije z znanstveno raziskovalnega področja, devet samostojnih ali skupinskih člankov v znanstvenih revijah, deset člankov v strokovnih revijah, šest referatov na strokovnih posvetovanjih in štirje poljudni članki. Vse to v domači ter tuji periodiki.

### Objave, pomembna dela
1.Znanstveno razsikovalna dela
1.1.	Samostojne publikacije
1.	Mirko Popovič: The Relevance of the Social Sciences to Artificial Inteligence and Expert Systems. MA Thesis, University of Sheffield, 1986, 138 str.
2.	Mirko Popovič: Študij uporabnikov kot izhodišče za opredelitev ciljev in evalvacijo dejavnosti Narodne in univerzitetne knjižnice v Ljubljani. Poročilo o razskovalnem projektu Mnenja uporabnikov o delovanju NUKa. NUK: Ljubljana, 1988, 212 str.
3.	Mirko Popovič: Implementation of a Slovene Language – Based Free – Text Retrival System. PhD Thesis, University of Sheffield, 1991, 268 str.
1.2.	Članki v znanstvenih revijah
1.	Mirko Popovič, Melita Ambrožič, Primož Južnič: Nekaj značilnosti razvoja slovenskega knjižničarstva  v novejšem obdobju. Ob kvantitativni analizi člankov in referenc v reviji Knjižnica za obdobje 1974 – 1983. – Knjižnica, 28(1984)3-4,str. 167-198. – ISSN 0023–2424.
2.	Mirko Popovič: Potencial umetne inteligence in ekspertnih sistemov z vidika družboslovja (I). – Teorija in praksa, 24(19877, str. 936-944. – ISSN 0040-3598.
3.	Mirko Popovič: Potencial umetne inteligence in ekspertnih sistemov z vidika družboslovja (II). Teorija in praksa, 24(1987)8-9, str. 1192-1199. –ISSN 0040-3598.
4.	Mirko Popovič: Pomen umetne inteligence in ekspertnih sistemov za knjižnično- informacijsko dejavnost. _ Knjižnica, 31(1987)2-3, str. 34-57. –ISSN 0023-2424.
5.	Mirko Popovič: Statistically-based approach to document retrical. – IRCHIE Bulletin, 15(1989)3-4, str. 51-63. – ISSN 0351-0123.
6.	Mirko Popovič: Sodobni trendi v iskanju dokumentov. – Knjižnica, 34(1990)1-2, str. 9-32. –ISSN 0023-2424.
7.	Mirko Popovič: INSTRUCT – eksperimentalni sistem za iskanje informacij. – Knjižnica, 34(1990)4, str. 29-51. –ISSN 1123-2424.
8.	Mirko Popovič, Peter Willet: Processing of documents and queries in a Slovene language free text retrival system. – Literary and Linguistic Computing, 5(1990)2, str. 182-190.- ISSN 1268-1145.
2.Strokovna dela
2.1.	Članki v strokovnih revijah
1.	Mirko Popovič: Nekatera izhodišča visokošolskega študija knjižničarstva. Ob primerjavi visokošolskega študija knjižničarstva v Zvezni republiki Nemčiji in v Nemški demokratični republiki. – Knjižnica, 26(1982)1-2, str. 53-62. – ISSN 0023-2424.
2.	Jelka Gazvoda, Mirko Popovič: NUK uveljavlja referalno dejavnost na področju bibliotekarstva. Signalne informacije iz bibliotekarske periodike in priročna knjižnica strokovnega in znanstveno- raziskovalnega centra NUK. – Knjižnica, 28(1984)1, str. 117-123. – ISSN 0023-2424.
3.	Mirko Popovič: Knjižnice in uporaba nove informacijske tehnologije. – Knjižnica, 29(1985)1, str. 5-9.- ISSN 0023-2424.
4.	Mirko Popovič: Povezovanje knjižnic v knjižnično- informacijskem sistemu Slovenije. – Obvestila republiške matične službe, 1987, št. 1-2, str. 5-25. – ISSN 0350-3577.
5.	Mirko Popovič: Evalvacija knjižnično- informacijske dejavnosti – Organizacija in kadri, 21(1988)3-4, str. 313-323. – ISSN 0350-1531.
6.	Mirko Popovič: Študij uporabnikov v NUK-u. – Knjižnica, 32(1988)3-4. str. 1-28. – ISSN 0023-2424.
7.	Mirko Popovič: Nekateri sociološki vidiki prehoda »informacijsko družbo«. – Informatologia Yugoslavica, 20(1988)3-4. 171-177. – ISSN 0096-9483.
8.	Mirko Popovič: Informacija kot splošna družbena potreba in tržno blago. – Teorija in praksa, 27(1990)1-2. str. 78-80. – ISSN0040-3598.
9.	Mirko Popovič: Yugoslavia (Library and information services). – Journal of Documentation, 47(1991)2, str. 199-203. – ISSN 0022-0418.
10.	Mirko Popovič: Evalvacija sistemov za iskanje informacij: nekatera metedološka izhodišča na primeru evalvacije algoritma za avtomatsko krnenje slovenskih besed. – Knjižnica, 35(1991)2-3, str. 101-122.- ISSN 0023-2424.
2.2.	Referati s strokovnih srečanj
1.	Mirko Popovič: Knjižnice in uporaba nove informacijske tehnologije. V: Informacijska tehnologija i produktivnost u informacijskoj djelatnosti (ur.: M. Kržak, J. Škvorc). – Zagreb: Referalni centar Sveučilišta u Zagrebu, 1985, str. 115-118.
2.	Mirko Popovič: Evalvacija knjižnično- informacijske dejavnosti. – V: Vloga knjižnic pri posredovanju znanja (ur: S. Bahor). Strokovno posvetovanje ZBDS, Bled, 1.-2. okt. 1987. – Ljubljana, ZBDS 1987, 18.str.
3.	Mirko Popovič: Evalvacija dejavnosti univerznih knjižnic. – V: Dolgoročni razvoj visokega šolstva v SR Sloveniji (ur.: B. Mihevc).  Strokovni posvet UEK v Ljubljani in Univerze v Mariboru, Krško, 19.- 20. nov. 1987, 10 str.
4.	Mirko Popovič: Študij uporabnikov kot izhodišče za opredelitev ciljev in evalvacijo dejavnosti Narodne in univerzitetne knjižnice v Ljubljani. – V: Uporabniki in knjižnice. Strokovni posvet Zveze društev bibliotekarskih delavcev Jugoslavije (ur.: J. Gazvoda), Bled, 21.-23. 4. 1988, str. 75-89. – ISBN 86-7265-006-9.
5.	Mirko Popovič: Umetna inteligenca in ekspertni sistemi ter nujen pomen za knjižnično- informacijsko dejavnost. – V: Naučna iztraživanja u bibliotekartsvu (ur.: dr. Lj. Djordjević), Beograd, 1988, str. 154-185.
6.	Mirko Popovič: Sodobni trendi v iskanju dokumentov. – V: Bibliotekartsvo: tradicija i promene. Strokovni posvet Zveze društev bibliotekarskih delavcev Jugoslavije (ur.: D. Balažic), Arandjelovac, maj 1990, str. 55-66.
3.Poljudni članki
1.	Primož Južnič, Mirko Popovič: Oblikovanje enotnega KIS v SFRJ. Ob 10. skupščini Zveze bibliotekarskih društev Jugoslavije v Opatiji. – Delo – Književni listi, 26(1984)86, str. 7. – ISSN 0350-7521.
2.	Ivan Kanič, Mirko Popovič: Mikroračunalnik v knjižnicah in INDOK centrih. – Moj mikro, 1(1984)5, str. 18-19. – ISSN 0352-4833.
3.	Mirko Popovič: Zabrisane meje med knjižničarsko in informacijsko dejavnostjo. – Naši azgledi, 34(1984)5, str. 152-153. – ISSN 0547-3276.
4.	Mirko Popovič: NUK z novim računalnikom obogatil svojo ponudbo. – Delo, 16.januar 1992, str. 7.